# Crom
Cromul este un element chimic care are simbolul chimic Cr și numărul atomic 24. Este  primul element chimic al grupei 6. Are o culoare alb-cenușie și este lucios. Numele său derivă de la cuvântul grecesc chroma, care înseamnă culoare, din cauza faptului că majoritatea compușilor săi sunt intens colorați. Oxidul de crom a fost folosit de către chinezi, încă de acum 2000 de ani, pe timpul dinastiei Qin, pentru a acoperi vârfurile armelor. Cromul în combinație cu alte elemente are un colorit variat, fiind folosit și ca pigment în vopsele sau lacuri.

## Istoric
Cromul a fost descoperit în anul 1797 de către chimistul francez Louis Nicolas Vauquelin, în minereul crocoit (cromat de plumb), mineral folosit ca pigment. Descoperirea cromului a fost primită cu mare interes, deoarece acesta este foarte rezistent la coroziune și este foarte dur.

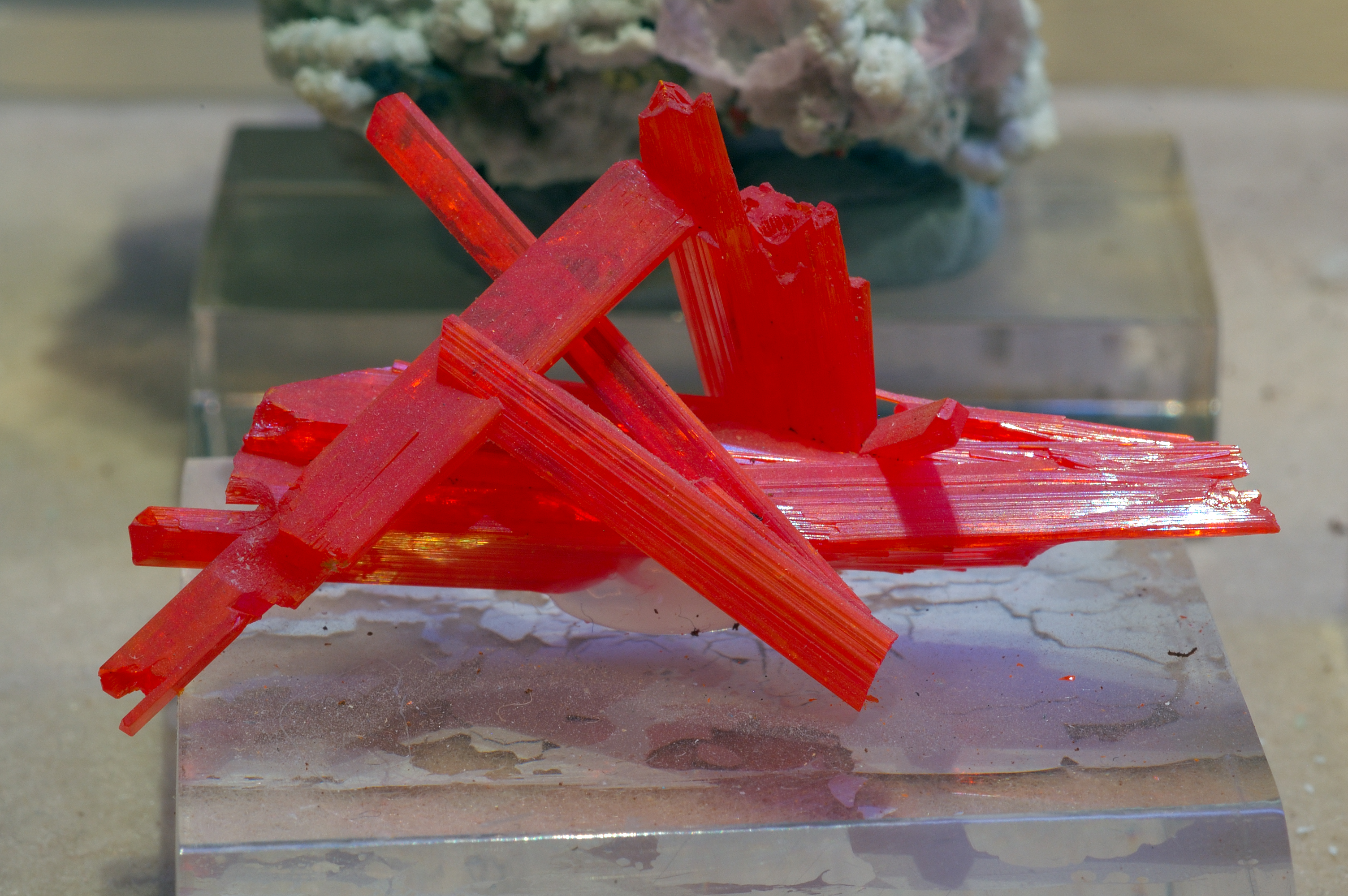
Crocoit (PbCrO_{4})

 O altă descoperire majoră a fost faptul că adăugarea de crom în timpul fabricării oțelului, cromul îl face pe acesta să fie mai rezistent la coroziune și la decolorare. Această utilizare, alături de placarea cu crom (electroplacarea) sunt cele mai uzuale metode de folosire a cromului. Cromul și ferocromul se obțin din același mineral, cromit

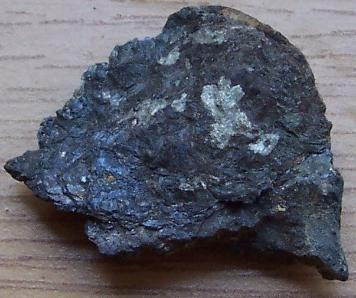
Cromit (FeCr_{2})O_{4}

, prin tratarea la cald, având agent reducător siliciul sau prin aluminotermie.

## Structură atomică
Cromul are 24 de electroni și protoni și 28 de neutroni.

## Proprietăți

### Proprietăți fizice

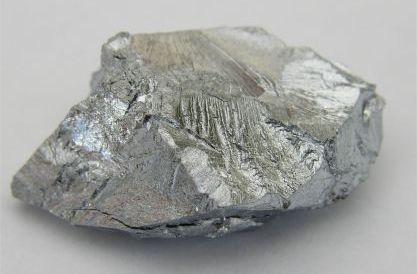
Cristal de crom pur

Cromul este un metal dur, de culoare albă argintie, rezistent la coroziune, în forma nativă fiind ușor de prelucrat. 

### Proprietăți chimice
După gradul de oxidare se poate distinge Cr+2, Cr+3 și Cr+6, cel mai stabil fiind Cr+3.
Cromații (CrO42−) respectiv bicromatul Cr2O72- sunt folosiți ca oxidanți energici, fiind toxici și cancerigeni. In soluție apoasă acidă se colorează în galben și acceptă ionii de H+, dacă se schimbă pH-ul soluției în alcalin soluția devine portocalie.
2CrO42- + 2H+ ↔ Cr2O72− + H2O

## Răspândire
Cromul este un metal destul de răspândit în scoarța pământului dar numai sub formă de combinații chimice, cromit (FeCr2)O4) cu un conținut în crom de 0,033%. 
În metalurgia cromului se disting două etape mai importante și anume: fabricarea oxidului de crom și obținerea cromului metalic. Face parte din categoria metalelor puțin reactive, în stare compactă prezintă o rezistență deosebită față de oxigen și agenții atmosferici chiar și la temperaturi ridicate.
Minereul de bază folosit la extragerea cromului este cromitul, metalul se obține printr-o reacție de reducere (redox) din cromit cu ajutorul aluminiului sau siliciului:
4 FeCr2O4 + 8 Na2CO3 + 7 O2 → 8 Na2CrO4 + 2 Fe2O3 + 8 CO2
Na2Cr2O7 x 2 H2O + 2 C → Cr2O3 + Na2CO3 + 2 H2O + CO
Cr2O3 + 2 Al → Al2O3 + 2 Cr
Din cantitatea exploatată pe glob de cca. 15 milioane tone de cromit (anul 2000), 50% din producție se obține în Africa de Sud, urmat de Kazahstan cu 15,2%, India cu 12,1% , Zimbabwe (3,7 %) și Finlanda (3 %).

## Producere

### Producere la scară industrială
Cromul metalic pur se obține numai din {\displaystyle {\ce {Cr2O3}}} pe cale aluminotermică. Calea electrolitică nu se utilizeză pentru a obține crom metalic masiv, metoda este utilizată în procesul de cromare, adică în vederea acoperirii cu un strat protector ale suprafațelor altor metale.

## Utilizare
Încă din veacul trecut s-a observat că adaosurile de crom în oțel contribuie la creșterea caracteristicilor mecanice precum și a rezistenței la coroziune ale acestuia. Dar, influența favorabilă pe care o exercită cromul asupra oțelului nu a fost exploatată decât foarte puțin până în anii care au precedat primul război mondial, în prezent se poate spune că cromul constituie principalul element de aliere al oțelurilor. Oțelurile cu conținuturi mai scăzute de crom (0,3—4%) posedă o duritate ridicată și o bună rezistență de rupere la tracțiune.
- Sunt mai multe procedee de a acoperi aliajele fierului, respectiv oțelul, cu un strat de crom prin galvanizare. Cromul și derivații sunt utilizați în:

1. cromarea dură, stratul de crom având o  grosime de 1000 μm (utilizat în fabricarea motoarelor)
2. cromarea decorativă stratul de crom având o grosime de < 1  μm (cu rol anticoroziv)
3. folosirea în amestec ca aliaj ca anticorosiv la piese metalice care sunt supuse la temperaturi ridicate
4. utilizarea în calitate de catalizator, pentru accelerarea unor reacții chimice
5. folosirea cromitului la producerea și arderea cărămizilor
6. utilizare în colorarea verzuie a sticlei
7. folosirea cromaților ca pigment în fabricarea coloranților, sau la producerea benzilor magnetice de înregistrare acustică
8. utilizarea în laboratoare a bicromatului de potasiu ca detergent